# Maurice Bloomfield
Maurice Bloomfield (ur. 23 lutego 1855 w Bielsku, zm. 12 czerwca 1928 w San Francisco) – amerykański językoznawca, indolog i znawca sanskrytu, pochodzenia austriacko-żydowskiego.

## Życiorys
Urodził się na Śląsku Austriackim jako Moritz Blumenfeld. W wieku dwunastu lat wraz z rodziną wyemigrował do Stanów Zjednoczonych i zamieszkał w Chicago, gdzie potem zmienił brzmienie imienia i nazwiska na angielskie. Studiował na uniwersytetach Furmana, Yale (sanskryt pod kierunkiem znanego lingwisty W.D. Whitneya) i Johnsa Hopkinsa. Na tę ostatnią uczelnię powrócił w 1881 jako profesor nadzwyczajny po dwuletnim pobycie w Berlinie i Lipsku. Aż do śmierci wykładał tam filologię sanskrycką i językoznawstwo porównawcze.
Część prac Bloomfielda opublikowanych w „American Journal of Philology” jest poświęconych językoznawstwu porównawczemu, jak np. asymilacji i adaptacji w pokrewnych klasach wyrazów, ale najbardziej znany jest on z tłumaczenia i interpretacji tekstów wedyjskich. Przetłumaczył hymny Atharwawedy dla Świętych ksiąg Wschodu Maxa Müllera (1897), przygotował rozdział Atharwaweda i Gopatha Brahmana do Podstaw filologii i archeologii indo-aryjskiej Buhlera-Kielhorna (1899), opracował analizę Kausika-Sutra (1890), a w 1905 r. opublikował studium mitologii porównawczej Cerber, pies Hadesa. W 1907 r. powstało jego najbardziej monumentalne dzieło Konkordancja wedyjska – alfabetyczny spis słów i zwrotów występujących w świętych księgach hinduizmu. Dalsze jego ważne prace to:  The Religion of the Veda (Religia Wed: starożytna religia Indii) (1908) oraz Życie i historia zbawcy Dźiny, Parśwy (1916). Pracował również nad analizą Rygwedy.
Był bratem pianistki Fannie Bloomfield-Zeisler i wujem językoznawcy Leonarda Bloomfielda. W 1885 poślubił Rosę Zeisler, z którą miał dwoje dzieci. Zmarł na zawał mięśnia sercowego.